# 오수 (후한)
오수(吳脩, ? ~ 190년)는 후한 말기의 관료이다.

## 행적
초평 원년(190년), 발해태수 원소가 제후들을 규합하여 동탁에게 반기를 들었다(반동탁연합). 장작대장 오수는 음수·호모반·한융·왕괴(王瓌)와 함께 반란을 무마시키기 위하여 각지로 파견되었으나 모두 제후들의 손에 죽었고, 오로지 한융만 명성이 있어 목숨을 보전하였다.

## 출전
- 진수, 《삼국지》 권6 동이원유전

| 전임 하진 | 후한의 장작대장 ? ~ 190년 | 후임 양소 |